# Casa Pelegrí (Martorell)
L'Habitatge al carrer Pere Puig, 80, Casa Pelegrí o Casa Carol, és una obra de Martorell (Baix Llobregat) protegida com a Bé Cultural d'Interès Local.

## Descripció
Edifici de planta rectangular entre mitgeres, de planta baixa, dos pisos i coberta de teula ceràmica de dos aiguavessos amb carener paral·lel a la façana principal. A la planta baixa hi ha dues grans portes rectangulars emmarcades amb grans blocs de pedra regulars i ben escairats. Al pis superior hi ha dues obertures més que s'obren a un mateix balcó descentrat i amb baranes de ferro forjat. Les portes balconeres són rectangulars i presenten emmarcaments de pedra i una clau de volta. Entre elles hi ha la data esgrafiada de 1730. A la planta superior s'obre una galeria de solana formada per una sèrie de sis finestres d'arc de mig punt amb emmarcaments de maó vist i un petit ampit, també de maó. Corona la façana el voladís de la coberta, que sobresurt lleugerament de la façana i queda sostingut per cabirons de fusta.
El parament de la planta baixa presenta filades horitzontals de carreus regulars i escairats, mentre que la resta de pisos estan arrebossats i pintats.